# Empalhamento

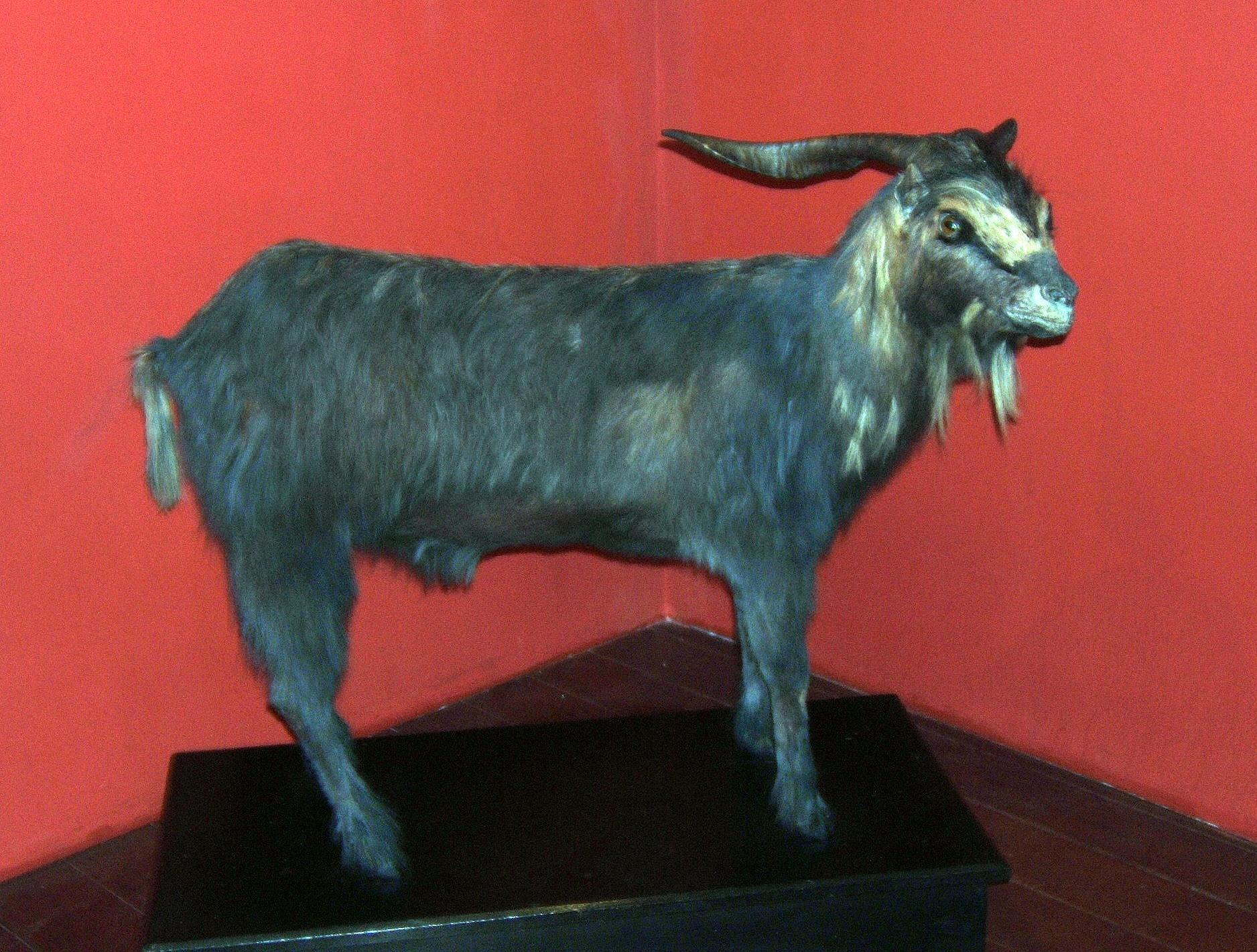
Bode Ioiô empalhado e exposto no Museu do Ceará.

Empalhação ou empalhamento é a atividade similar a taxidermia que consiste em empalhar animais para conservação, contudo, mais rústico com utilização de materiais como barro e palha.
É uma atividade exercida por diversas áreas que envolve conhecimentos como biologia, química, anatomia, ecologia, artes plásticas, entre outras. É uma técnica aplicada somente em animais vertebrados e seus registros mais antigos remontam ao império egípcio, a cerca de 2.500 a.C.
É usada para a criação de coleção científica ou para fins de exposição, bem como uma importante ferramenta de conservação. Tem como principal objetivo o resgate de espécimes descartados, reconstituindo suas características físicas e, às vezes, simulando seu habitat, o mais fielmente possível para que possam ser usados como ferramentas para educação ambiental ou como material didático. Popularmente o termo empalhar já foi usado como sinônimo de "taxidermizar" entretanto atualmente não se usam mais os manequins de palha e barro para substituir o corpo dos animais.